# Horasanlı
Horasanlı ist ein Dorf im Landkreis Tavas der türkischen Provinz Denizli. Horasanlı liegt etwa 66 km südlich der Provinzhauptstadt Denizli und 26 km südlich von Tavas. Horasanlı hatte laut der letzten Volkszählung 712 Einwohner (Stand Ende Dezember 2010).